# The Kilimanjaro Darkjazz Ensemble
The Kilimandjaro Darkjazz Ensemble est un groupe néerlandais de dark jazz, originaire d'Utrecht, actif entre 2000 et 2014.

## Histoire
Le groupe, souvent abrégé TKDE, est formé en 2000 par Jason Köhnen (Bong-Ra) et Gideon Kiers (Telcosystems). Leur but initial est de composer de la musique pour des films muets célèbres tels que Nosferatu et Metropolis. Köhnen et Kiers ont tous les deux étudié à l'école d'art d'Utrecht. En 2004, le projet musical jusque-là purement électronique s'agrandit pour inclure le tromboniste britannique Hilary Jeffery et la violoncelliste suisse Nina Hitz. En tant que quatuor, le groupe sort son premier album éponyme en 2006. 
Pour la tournée suivante, la chanteuse française Charlotte Cegarra et le guitariste hollandais Eelco Bosman rejoignent le groupe. Tous les membres du groupe international vivent aux Pays-Bas depuis 2007. La même année, le projet The Mount Fuji Doomjazz Corporation est créé, projet portant uniquement sur l'improvisation. La violoniste Sandra Anderson rejoint le groupe en 2008,,,. En 2011, l'album From the Stairwell sort grâce à une campagne de financement participatif.
En 2014, le groupe se sépare officieusement. Jason Kohnen le confirme sur la page Facebook de son nouveau projet. Depuis 2016, Denovali réédite tous leurs albums.

## Style musical
Le groupe joue un mélange de jazz, de doom metal, d'ambient et de post-rock qu'ils nomment le dark jazz. La musique du groupe est souvent comparée à celle de Bohren & der Club of Gore,. Leur maison de disque allemande, Denovali record, liste le groupe dans les catégories noir-jazz, expérimental, improvisation, dub et avant-garde. Sur Denovali.com, leur musique est décrite comme ayant une influence cinématographique, TKDE se préoccupant principalement de l'ambiance véhiculée.
Les critiques décrivent leur musique comme « une musique métal sans métal ». Le groupe est de ce fait fréquemment cité par des magazines et des sites Web consacrés au Doom et au metal extrême,,,.
Selon Köhnen, cependant, l'influence musicale du groupe s'étend de « la musique classique au jazz, en passant par le métal et la musique électronique ». Une influence spécifique est difficilement identifiable tant les musiciens se sont inspirés de toutes sortes de musiques. Lorsque le groupe se produit, le public est hétéroclite, différentes affinités musicales s'y côtoient. Comme autre facteur d'influence important, Köhnen, comme la plupart des critiques, décrit l'influence des films, que le groupe utilise parfois pour accompagner leurs performances. Köhnen cite les cinéastes Jan Švankmajer, les Frères Quay et Béla Tarr comme d'importantes sources d'inspiration.

## Discographie

### Albums studio
- 2006 : The Kilimanjaro Darkjazz Ensemble (Planet Mu)
- 2009 : Here be Dragons (Ad Noiseam, Denovali Records)
- 2011 : From the Stairwell (Denovali Records)

### Albums live
- 2011 : I Forsee the Dark Ahead, If I Stay (Parallel Corners, Denovali Records)

### EP
- 2009 : Mutations (Ad Noiseam, Denovali Records)

### Singles
- 2006 : Adaptation of Saint Vitus ‘Patra’ (Parallel Corners)
- 2007 : Black Wing Butterfly / Goya (Parallel Corners)
- 2009 : Palace of the Tiger Women (Collaboration avec Kava Kon, Parallel Corners)
- 2009 : Bird’s Lament – Tribute to Moondog (Parallel Corners)
- 2010 : Dark Night of the Soul (Parallel Corners)
- 2012 : Xtabay (Parallel Corners, Denovali Records)